# Kerim Frei
Kerim Frei, selten auch Kerim Frei Koyunlu oder nur Kerim Koyunlu (* 19. November 1993 in Feldkirch, Österreich) ist ein schweizerisch-türkischer Fußballspieler.

## Karriere

### Verein
Im Alter von 16 Jahren, damals bei den Junioren des Grasshopper Club Zürich, entschied sich Frei, ins Ausland zu wechseln. Erst in letzter Sekunde platzte jedoch ein Transfer zum AS Rom, wodurch er ohne Verein dastand. Anstatt zu seinem bisherigen Verein zurückzukehren, trainierte er zusammen mit seinem Vater mit einem Einzeltraining. Wenige Wochen später verpflichtete ihn der FC Fulham für den eigenen Nachwuchs. Er durchlief zuerst die U-18 des FC Fulham und wurde später ins Reserveteam geholt. Sein Debüt für die 1. Mannschaft des FC Fulham gab er am 7. Juli 2011 im UEFA-Europa-League-Qualifikationsspiel gegen NSÍ Runavík, als er in der 72. Minute für Andy Johnson eingewechselt wurde. Sein Ligadebüt absolvierte er am 15. Spieltag der Premier League bei der 0:2-Niederlage gegen Swansea City. Er wurde beim Stande von 0:1 in der 77. Minute für Moussa Dembélé eingewechselt. Ende Oktober 2012 wurde er bis Anfang Dezember 2012 an den walisischen Verein Cardiff City in die Football League Championship ausgeliehen.
Im September 2013 wechselte Frei in die türkische Süper Lig zu Beşiktaş Istanbul, wo er sich meistens mit der Reservistenrolle abfinden musste, so dass er im Januar 2017 zum englischen Zweitligisten Birmingham City wechselte. Bereits zum Saisonende kehrte er mit seinem Wechsel zu Istanbul Başakşehir in die Türkei zurück. Für die Rückrunde der Saison 2018/19 wurde er an Maccabi Haifa und für die Rückrunde der Saison 2019/20 an den FC Emmen ausgeliehen. Dann kehrte er für ein halbes Jahr nach Istanbul zurück und wechselte im Januar 2021 gleichzeitig mit seinem jüngeren Bruder Elias fest zum FC Emmen.

### Nationalmannschaft
Er spielte für die Schweizer U-18-Nationalmannschaft sieben Spiele (vier Tore) und war Captain für die U-19 der Schweizer Nationalmannschaft. Am 29. Februar 2012 gab Frei sein Debüt in der Schweizer U-21-Nationalmannschaft. Er wurde bei der 1:2-Niederlage gegen Österreich zur zweiten Halbzeit für Steven Zuber eingewechselt.
Im Alter von 18 Jahren entschloss sich Frei, künftig für die türkische Auswahl zu spielen. Am 9. August 2012 wurde er zum ersten Mal in das Kader der türkischen A-Nationalmannschaft für ein Freundschaftsspiel berufen, kam jedoch nicht zum Einsatz. Er gab am 14. November 2012 sein Debüt für die Türkei gegen Dänemark.

## Familie und Privatleben
Kerim Frei besitzt neben dem Schweizer auch noch den türkischen Pass. Seine Mutter stammt aus Marokko, sein Vater aus der Türkei.

## Erfolge
Mit Beşiktaş Istanbul
- Türkischer Meister: 2015/16, 2016/17

Mit Istanbul Başakşehir
- Türkischer Meister: 2019/20

Mit der türkischen U-20-Nationalmannschaft
- Achtelfinalist der U-20-Fußball-Weltmeisterschaft: 2013